# Cereopsius aureomaculatus
Cereopsius aureomaculatus es una especie de escarabajo longicornio del género Cereopsius,  subfamilia Lamiinae. Fue descrita científicamente por Breuning en 1968.
Se distribuye por China y Laos. Mide 15,9-17 milímetros de longitud. El período de vuelo ocurre en los meses de mayo y junio.